# Cellule végétale
 (janvier 2009).
Si vous disposez d'ouvrages ou d'articles de référence ou si vous connaissez des sites web de qualité traitant du thème abordé ici, merci de compléter l'article en donnant les références utiles à sa vérifiabilité et en les liant à la section « Notes et références ».

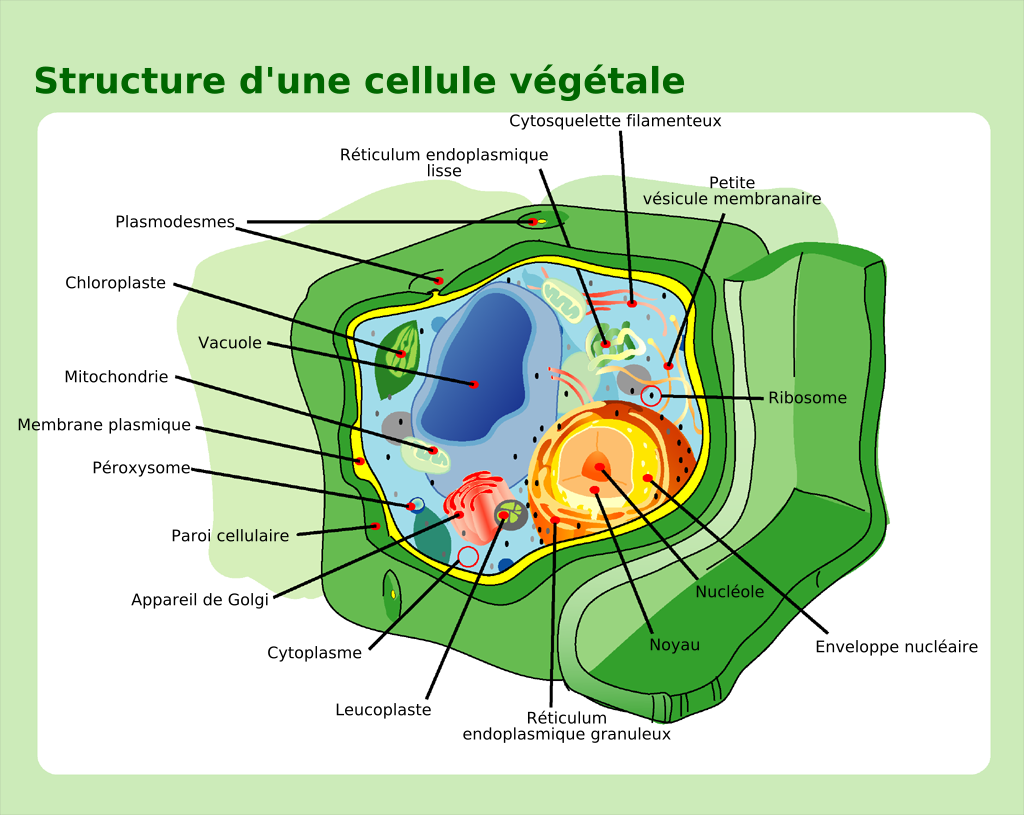
Structure d'une cellule végétale

Les cellules végétales sont les unités élémentaires, très nombreuses, constituant les organismes végétaux. Elles sont les cellules présentes dans les plantes vertes, eucaryotes photosynthétiques du règne Plantae. Elles comprennent généralement un noyau cellulaire entouré d'un cytoplasme, divers organites ou plastes, le tout étant protégé par une membrane plasmique. Plus précisément, leurs caractéristiques distinctives sont : des parois cellulaires primaires contenant de la cellulose, des hémicelluloses et de la pectine ; la présence de plastes capables d'effectuer la photosynthèse et de stocker l'amidon ; une grande vacuole qui régule la pression de turgescence ; l'absence de flagelles ou de centrioles, sauf dans les gamètes ; et un méthode unique de division cellulaire impliquant la formation d’une plaque cellulaire ou phragmoplaste qui sépare les nouvelles cellules filles. Elles peuvent mesurer entre 10 et 200 µm.

## Caractéristiques distinctives des cellules végétales
Les cellules végétales sont des systèmes vivants. Elles sont très différentes des cellules des organismes appartenant aux autres eucaryotes. Les principaux caractères distinctifs sont les suivants :  
- grande vacuole centrale (entourée d'une membrane, le tonoplaste), qui maintient la turgescence de la cellule et contrôle les échanges de molécules entre le cytosol et la sève[1]. Ces vacuoles servent de poubelles aux cellules végétales, à la fin de la vie de la cellule, ces vacuoles prennent 90 % de l'espace cellulaire.
- une paroi pectocellulosique faite de cellulose et de protéines, ainsi que de lignine dans de nombreux cas, et déposée par le protoplaste à l'extérieur de la membrane cellulaire. Elle s'oppose à la paroi cellulaire des champignons, faite de chitine, et des procaryotes, faite de peptidoglycanes. Dans de nombreux cas, la lignine ou la subérine sont sécrétées par le protoplaste sous forme de couches de paroi secondaire à l'intérieur de la paroi cellulaire primaire. La cutine est sécrétée à l'extérieur de la paroi cellulaire primaire pour être deposé dans les couches externes de la paroi cellulaire secondaire des cellules épidermiques des feuilles, des tiges et d'autres organes aériens pour former la cuticule végétale. Les parois cellulaires remplissent de nombreuses fonctions essentielles. Ils donnent la forme aux tissus et aux organes de la plante et jouent un rôle important dans la communication intercellulaire et les interactions plante-microbe[2]. La paroi cellulaire est flexible pendant la croissance et possède de petits pores appelés plasmodesmes qui permettent l'échange de nutriments et d'hormones entre les cellules[3].

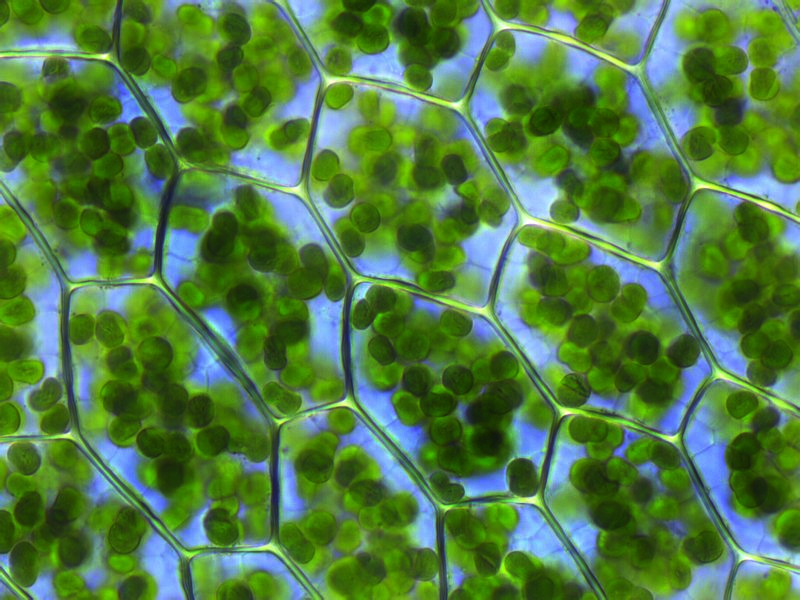
Chloroplastes dans des cellules végétales de Plagiomnium observées au microscope optique.

- Chloroplastes dans des cellules végétales de Plagiomnium observées au microscope optique.les plasmodesmes, reliant les pores de la paroi cellulaire, ce qui permet à chaque cellule végétale de communiquer avec les cellules adjacentes[4]. Ce système est différent du réseau d'hyphes présent chez les champignons.
- les plastes, en particulier les chloroplastes qui contiennent la chlorophylle, ce pigment qui donne aux plantes leur couleur verte et qui convertit l'énergie du soleil en énergie chimique que la plante utilise pour fabriquer sa propre nourriture à partir d'eau et de dioxyde de carbone dans le processus appelé photosynthèse[5],[6]:64. D'autres types de plastes sont les amyloplastes, spécialisés pour le stockage de l'amidon, les élaioplastes spécialisés pour le stockage des graisses et les chromoplastes spécialisés pour la synthèse et le stockage des pigments.
- l'absence de centrosomes qui sont présentes dans les cellules animales.

Comme les autres cellules eucaryotes, les cellules végétales possèdent typiquement un noyau, qui contient l'essentiel de l'ADN cellulaire, et des mitochondries, les « usines » de la cellule. Toutefois, certaines parties des tissus d'une plante vivante sont sélectivement morts de manière à servir la plante sans consommer de nutriments.

## Types de tissus
Les cellules végétales se différencient des cellules méristèmes indifférenciées (analogues aux cellules souches des animaux) pour former les principales classes de cellules et de tissus de racines, tiges, feuilles, fleurs et structures reproductrices, chacune pouvant être composée de plusieurs types de cellules:84-87. Toutes les plantes ont ces types de tissus et on les trouve dans les mêmes structures quelles que soient les espèces.
Ces types de cellules végétales sont classés selon la structure de leur paroi cellulaire et les caractéristiques de leurs protoplastes. Les plantes ont une paroi cellulaire primaire, et parfois une paroi secondaire également.
Ces deux éléments déterminent la fonction de chaque cellule individuelle.

### Épiderme, l'enveloppe externe de la plante

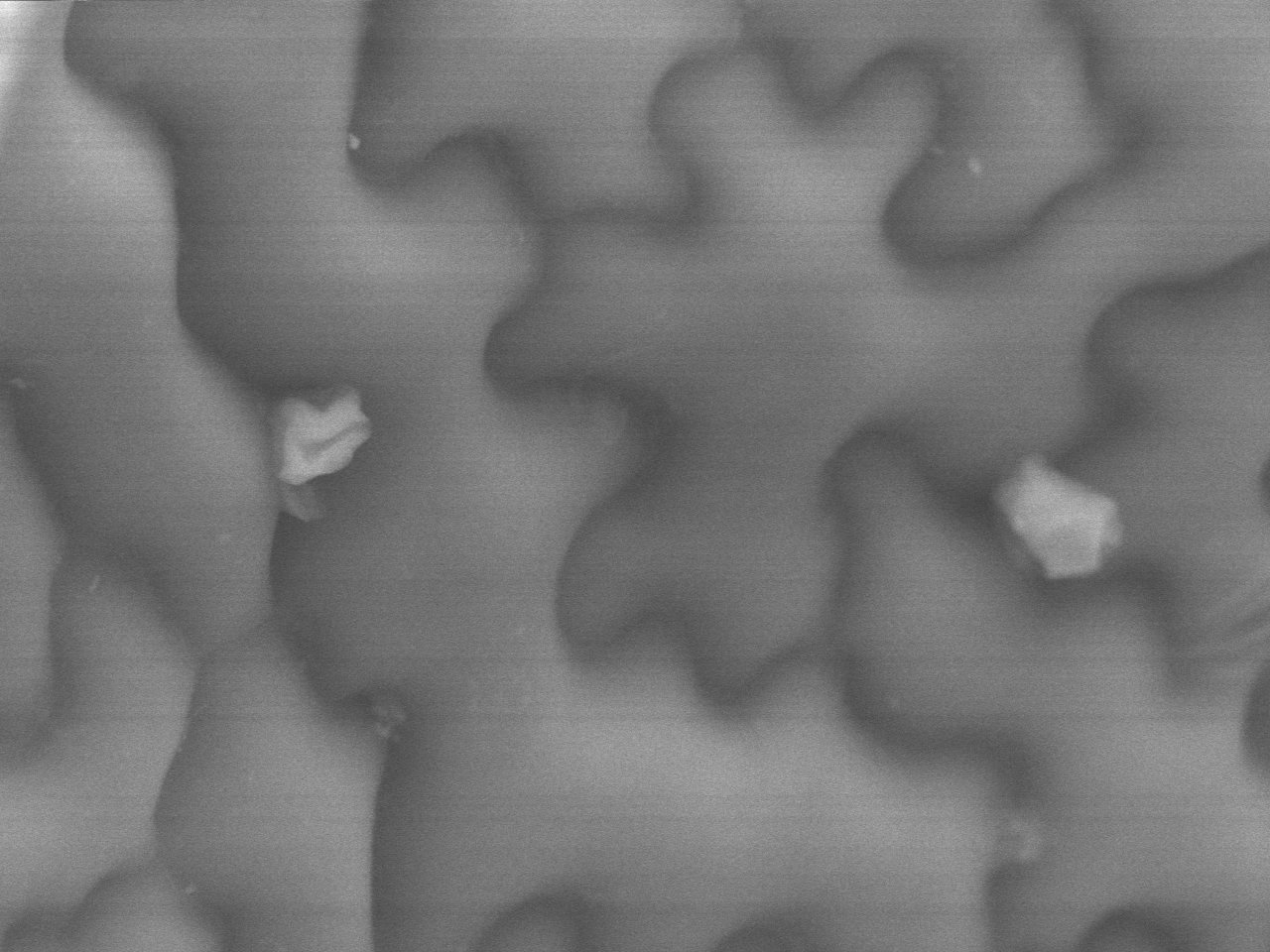
Observation de l'épiderme d'une feuille dArabidopsis thaliana par microscopie électronique à balayage cryogénisée (cryo-SEM). Remarquez les minuscules conidiospores de Hyaloperonospora parasitica.

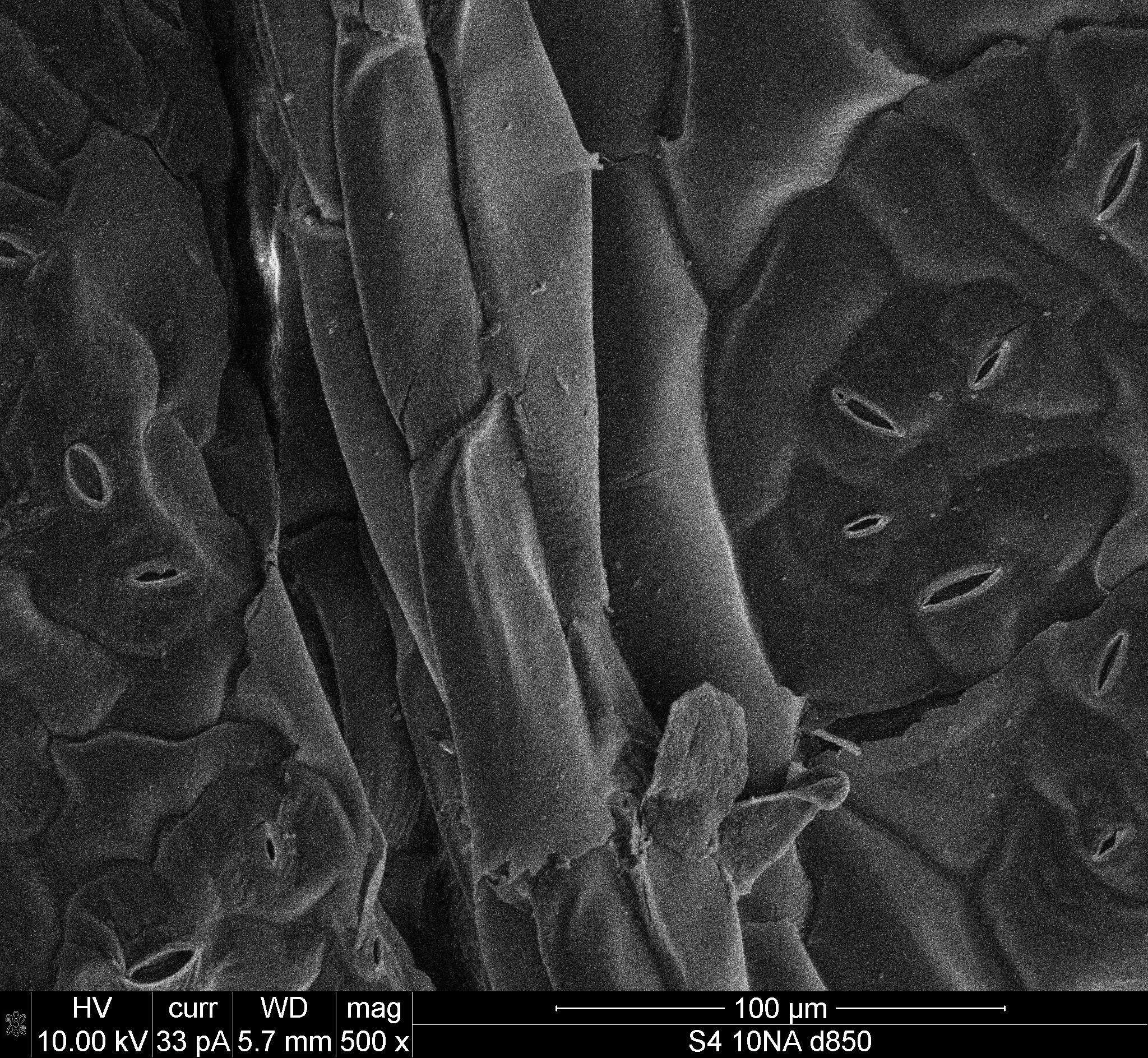
Micrographie électronique des cellules épidermiques d'un Brassica rapa, sous-espèce Feuille de chinensis. Les stomates sont également visibles.

L'épiderme végétal est un tissu spécialisé, composé de cellules de parenchyme, qui recouvre les surfaces externes des feuilles, des tiges et des racines. Plusieurs types de cellules peuvent être présents dans l'épiderme. Parmi celles-ci figurent notamment les cellules de garde stomatiques qui contrôlent le taux d’échange gazeux entre la plante et l’atmosphère, les poils glandulaires et vestimentaires ou les trichomes, ainsi que les poils absorbants des racines primaires. Dans l'épiderme des pousses de la plupart des plantes, seules les cellules de garde possèdent des chloroplastes. Les chloroplastes contiennent le pigment vert chlorophylle nécessaire à la photosynthèse. Les cellules épidermiques des organes aériens proviennent de la couche superficielle de cellules connue sous le nom de tunique (couches L1 et L2) qui recouvre l'apex de la pousse de la plante, tandis que le cortex et les tissus vasculaires proviennent de la couche la plus interne de l'apex de la pousse connue sous le nom de corpus (couche L3). L'épiderme des racines provient de la couche de cellules située immédiatement sous la coiffe racinaire. L'épiderme de tous les organes aériens, mais pas des racines, est recouvert d'une cuticule en polyester cutine ou en polymère cutan (ou les deux), avec une couche superficielle de cires épicuticulaires. On pense que les cellules épidermiques de la pousse primaire sont les seules cellules végétales possédant la capacité biochimique de synthétiser la cutine.

### Tissu vasculaire, le transport des éléments
Le tissu vasculaire assure le transport des éléments dans l'ensemble de la plante:

#### Xylème
Le xylème assure le transport de la sève brute:62. Le xylème est un tissu vasculaire complexe composé de trachéides ou d'éléments vasculaires conducteurs d'eau, ainsi que de fibres et de cellules de parenchyme. Les trachéides sont des cellules allongées avec un épaississement secondaire lignifié des parois cellulaires, spécialisées dans la conduction de l'eau, et sont apparues pour la première fois chez les plantes lors de leur transition vers la terre au cours de la période silurienne il y a plus de 425 millions d'années (voir Cooksonia). La possession de trachéides du xylème définit les plantes vasculaires ou trachéophytes. Les trachéides sont des cellules de xylème pointues et allongées, dont les plus simples ont des parois cellulaires primaires continues et des épaississements de paroi secondaire lignifiés sous la forme d'anneaux, d'arceaux ou de réseaux réticulés. Des trachéides plus complexes avec des perforations en forme de valve appelées fosses bordées caractérisent les gymnospermes. Les fougères et autres ptéridophytes et les gymnospermes n'ont que des trachéides de xylème, tandis que les plantes à fleurs ont également des vaisseaux de xylème. Les éléments des vaisseaux sont des cellules creuses du xylème sans parois d'extrémité qui sont alignées bout à bout de manière à former de longs tubes continus. Les bryophytes sont dépourvues de véritable tissu de xylème, mais leurs sporophytes possèdent un tissu conducteur d'eau connu sous le nom d'hydrome, composé de cellules allongées de construction plus simple.

#### Phloème
Le phloème qui assure le transport de la sève élaborée:63. Le phloème est un tissu spécialisé pour le transport des aliments dans les plantes supérieures, transportant principalement le saccharose le long de gradients de pression générés par osmose, un processus appelé translocation. Le phloème est un tissu complexe, composé de deux types de cellules principales, les tubes criblés et les cellules compagnes intimement associées (il contient aussi des cellules de parenchyme, des fibres de phloème et des scléréides). Les tubes criblés sont joints bout à bout avec une extrémité perforée. -des plaques entre les éléments dits tamis, qui permettent le transport du photosynthétat entre les éléments tamis. Les éléments du tube criblé sont dépourvus de noyaux et de ribosomes, et leur métabolisme et leurs fonctions sont régulés par les cellules compagnes nucléées adjacentes. Les cellules compagnes, reliées aux tubes criblés via des plasmodesmes, sont chargées de charger le phloème en sucres. Les bryophytes sont dépourvues de phloème, mais les sporophytes de mousse ont un tissu plus simple avec une fonction analogue connue sous le nom de leptome.

### Tissu assimilateur: les cellules du parenchyme

Schéma en coupe dans le limbe d'une dicotylédone. Les indications des cellules du parenchyme se trouvent en haut à gauche de l'image.

Les cellules du parenchyme sont des cellules vivantes qui ont des fonctions allant du stockage et du soutien à la photosynthèse (cellules du mésophylle) et au chargement du phloème (cellules de transfert). Outre le xylème et le phloème dans leurs faisceaux vasculaires, les feuilles sont composées principalement de cellules de parenchyme. Certaines cellules du parenchyme, comme dans l'épiderme, sont spécialisées dans la pénétration de la lumière et la concentration ou la régulation des échanges gazeux, mais d'autres font partie des cellules les moins spécialisées des tissus végétaux et peuvent rester totipotentes, capables de se diviser pour produire de nouvelles populations de cellules indifférenciées tout au long de leur vie. Les cellules du parenchyme ont des parois primaires fines et perméables permettant le transport de petites molécules entre elles, et leur cytoplasme est responsable d'un large éventail de fonctions biochimiques telles que la sécrétion de nectar ou la fabrication de produits secondaires qui découragent l'herbivorie. Les cellules du parenchyme qui contiennent de nombreux chloroplastes et qui sont principalement concernées par la photosynthèse sont appelées cellules de chlorenchyme. Les cellules de chlorenchyme sont des cellules de parenchyme impliquées dans la photosynthèse. D’autres, comme la majorité des cellules du parenchyme des tubercules de pomme de terre et les cotylédons des graines des légumineuses, ont une fonction de stockage.

### Tissus de soutien: le collenchyme et le sclérenchyme

#### Le collenchyme
Les cellules collenchyme sont vivants à maturité et ont des parois cellulaires cellulosiques épaissies. Ces cellules mûrissent à partir de dérivés de méristèmes qui ressemblent initialement au parenchyme, mais des différences deviennent rapidement apparentes. Les plastes ne se développent pas et l'appareil sécrétoire (RE et Golgi) prolifère pour sécréter une paroi primaire supplémentaire. La paroi est le plus souvent plus épaisse aux coins, là où trois cellules ou plus entrent en contact, et plus fine là où seulement deux cellules entrent en contact, bien que d'autres arrangements d'épaississement de la paroi soient possibles. La pectine et l'hémicellulose sont les constituants dominants des parois cellulaires du collenchyme des angiospermes dicotylédones, qui peuvent contenir aussi peu que 20 % de cellulose pour les plantes pétasites. Les cellules du collenchyme sont généralement assez allongées et peuvent se diviser transversalement pour donner un aspect cloisonné. Le rôle de ce type cellulaire est de soutenir la plante selon des axes toujours croissants en longueur, et de conférer souplesse et résistance à la traction aux tissus. La paroi primaire manque de lignine, ce qui la rendrait résistante et rigide. Ce type de cellule fournit donc ce que l'on pourrait appeler un support plastique – un support qui peut maintenir une jeune tige ou un pétiole dans l'air, mais dans des cellules qui peuvent être étirées à mesure que les cellules environnantes se développent. Ainsi, le collenchyme fournit un support extensible (sans bouton-pression élastique). Certaines parties des cordes du céleri sont du collenchyme.

#### Le sclérenchyme
Les cellules sclérenchyme forment des parois secondaires épaisses qui soutiennent les parties non-croissantes de la plante. Le sclérenchyme est un tissu composé de deux types de cellules, des scléréides et des fibres qui ont des parois secondaires épaissies et lignifiées déposées à l’intérieur de la paroi cellulaire primaire:78 . Les parois secondaires durcissent les cellules et les rendent imperméables à l'eau. Par conséquent, les scléréides et les fibres sont généralement mortes à maturité fonctionnelle et le cytoplasme est manquant, laissant une cavité centrale vide. Les scléréides ou cellules pierreuses (du grec skleros, dur) sont des cellules dures et résistantes qui donnent aux feuilles ou aux fruits une texture granuleuse. Ils peuvent décourager l'herbivorie en endommageant les voies digestives des petits insectes aux stades larvaires. Les scléréidés forment la paroi dure des pêches et de nombreux autres fruits, offrant une protection physique au noyau en développement. Les fibres sont des cellules allongées dotées de parois secondaires lignifiées qui fournissent un support porteur et une résistance à la traction aux feuilles et aux tiges des plantes herbacées. Les fibres de sclérenchyme ne sont pas impliquées dans la conduction, ni de l'eau et des nutriments (comme dans le xylème), ni des composés carbonés (comme dans le phloème), mais il est probable qu'elles ont évolué sous forme de modifications des initiales du xylème et du phloème dans les premières plantes terrestres.